# 幼妻
幼妻（おさなづま）とは、年が若くて子供っぽさを残している妻をいう。多くは十代の妻に指して呼ぶ場合が多い。

## 現実の幼妻
世界史においては、歴史上の幼女を妻とすることは珍しくなかった。イスラーム教の開祖であるムハンマド・イブン＝アブドゥッラーフは9歳のアーイシャを妻としている。イサクは3歳のリベカと結婚した。
日本国内では、明治時代の民法で婚姻可能年齢は女性は満15歳以上、成年は満20歳と規定され、婚姻には戸主の同意が必要であり、25歳未満の女性になるまでは父母の同意も必要であった。1947年の民法改正で女性は満16歳以上（男性は満18歳以上）と規定され、未成年の初婚には片親の同意が必要であった。
2022年4月1日の民法改正により、女性の婚姻可能年齢が、それまでの16歳以上から（男性と同じ）18歳以上に引き上げられ、また成人年齢も18歳以上に引き下げられた。2022年3月31日に16歳以上だった女性については経過措置として旧規定が適用される例外を除いてそれまで可能だった「未成年者の結婚」は成立しなくなり、2024年4月1日以降は経過措置としての旧規定が例外適用される18歳未満の女性はいなくなった。

## 架空の幼妻
かつては、20歳に満たない程度のものをこう読んでおり、必ずしもロリコン的なものではなかった。日活ロマンポルノでは、
- 「おさな妻の告白 衝撃 ショック」（1973年1月4日） 監督：西村昭五郎、主演：片桐夕子(シリーズ作あり)
- 「幼な妻 絶叫!!」（1976年11月3日） 監督：白鳥信一、主演：渚りな
- 「おさな妻」（1980年4月26日） 監督：白鳥信一、主演：原悦子

他に大映から
- 「おさな妻」（1970年）主演：関根恵子

などがある。テレビドラマでは以下のような例がある。
- おさな妻 私を抱いて…16歳の初夜

現在ではロリコン関連のそれが広く認められる。中には婚姻適齢に満たない子（小学生や中学生など）を妻としている同人誌がある。しかし、昨今の同人誌を取り巻く問題から、妻側が婚姻適齢に満たない年齢であることを明言するものは少なくなっている。
商業漫画やアニメでも、妻側が婚姻適齢に満たないことを回避する動きが見られる。『りぜるまいん』のりぜるは相手の岩城友紀（中学3年生）よりも幼く見えるが、人間ではなく、年齢も実は婚姻適齢を満たす設定となっている。『すもももももも』の九頭竜もも子は17歳であり、婚姻適齢を満たす（が、相手となる犬塚孝士も17歳であり、こちらは婚姻適齢を満たさない）。どちらも押しかけ幼妻をテーマとする作品（前者は国家権力の名の下に結婚が成立している）である。
なお、BLの場合は、片方の男性が妻になる。

## 幼妻に関連する作品
- りぜるまいん
- すもももももも 地上最強のヨメ
- おくさまは18歳
- おくさまは女子高生
- おさなづま
- アルトネリコ3 世界終焉の引鉄は少女の詩が弾く
- おくさまが生徒会長!